# Strike Base
Strike Base is een 3D schietspel voor het DOS besturingssysteem, ontwikkeld en uitgegeven in 1996 door Max Design (tegenwoordig bekend als Red Monkeys), waarin de speler de wereld dient te redden door in een bewapend ruimteschip rond te vliegen en vijanden te vernietigen (ook wel een space shooter genoemd). In nieuwe prototypes van futuristisch gevechtsvliegtuigen worden de vijanden op de grond en in de lucht bevochten met wapens aan boord (het wapentuig kan in de loop van het spel uitgebreid worden). Het spel is volledig geprogrammeerd door Markus Oberrauter die een combinatie van voxel-graphics, 3D vectoren en bitmap-technieken implementeerde.
Voor een missie bevindt men zich in een hangar waar enkele opties gekozen en bekeken kunnen worden, zoals de bruikbare vliegtuigen, het doel van de missie (met toelichting) en een overzichtskaart waarop vriendelijke en vijandige gebouwen en voertuigen zijn weergegeven. Ook is er een database van aanwezige gebouwen en doelwitten die tijdens het spel geraadpleegd kan worden met informatie over onder andere de schade van (eventuele) wapens en verdedigingsschild.

## Releases
- DOS (1996)
- Windows (1996)
- Windows 3.x (1996)